# Windows 2.1x
Windows 2.1 là một bản phát hành lớn của Microsoft Windows. Nó được phát hành tới các nhà sản xuất vào ngày 27 tháng 5 năm 1988, thay thế phiên bản Windows 2.0.
Windows 2.1 được phát hành với hai biến thể có khả năng tương thích CPU khác nhau, Windows/286 và Windows/386, tương tự như phiên bản tiền nhiệm. Biến thể Windows/386 được coi là tốt hơn so với bản 286 do hỗ trợ giả lập EMS và được thiết kế để sử dụng cả bộ nhớ thông thường và bộ nhớ mở rộng. Phiên bản này chưa đem đến những thay đổi về giao diện người dùng mà bao gồm các cải thiện hiệu suất và bổ sung khả năng quản lý bộ nhớ năng cao. Đây cũng là phiên bản đầu tiên yêu cầu phải có ổ đĩa cứng. Một phiên bản cập nhật nhỏ được phát hành vào tháng 3 năm 1989 với tên gọi Windows 2.11.
Những thay đổi mới được cho là đã cải thiện được chất lượng của môi trường điều hành này, trong đó biến thể Windows/386 được đánh giá là có hiệu suất hoạt động tốt. Đây cũng được coi là một trong những hệ thống dựa trên bộ xử lý 80386 phổ biến nhất. Doanh số dòng sản phẩm Microsoft Windows tiếp tục tăng sau khi Windows 2.0 được phát hành. Phiên bản tiếp theo, Windows 3.0, được phát hành vào tháng 5 năm 1990 và cũng được xem như phiên bản Windows đầu tiên thể hiện tốt cả về mặt đánh giá chuyên môn lẫn thương mại. Microsoft đã kết thúc hỗ trợ cho Windows 2.0 từ ngày 31 tháng 12 năm 2001.

## Các bản phát hành

### Windows 2.1
Giống như phiên bản tiền nhiệm Windows 2.0, Windows 2.1 cũng được phát hành với hai biến thể có khả năng tương thích CPU khác nhau. Tuy nhiên, quy ước đặt tên đã được thay đổi thành "Windows/286" và "Windows/386". Nó được phát hành vào ngày 27 tháng 5 năm 1988, và là phiên bản Windows đầu tiên yêu cầu có ổ đĩa cứng.
Khác với tên gọi, Windows/286 hoàn toàn có thể hoạt động đầy đủ trên bộ xử lý 8088 hoặc 8086, tuy nhiên vùng nhớ cao sẽ không được sử dụng do nó không xuất hiện trên bộ xử lý 8086. Đây là bản cải tiến nhỏ của phiên bản Windows 2.03 trước đó. Biến thể này sử dụng thêm 64KB trong số 286 KB bộ nhớ mở rộng ở chế độ thực. Phần bộ nhớ bổ sung này có thể được truy cập bằng HIMEM.SYS. Một số nhà sản xuất PC cài đặt sẵn Windows/286 trên phần cứng Intel 8086; một ví dụ nổi bật đó là mẫu máy tính PS/2 Model 25 được cài đặt sẵn Windows/286, dẫn đến một số nhầm lẫn cho khách hàng.
Biến thể còn lại, Windows/386, được đánh giá là nâng cao hơn do sử dụng hạt nhân trong chế độ bảo vệ, cho phép nhiều chương trình MS-DOS chạy song song trong chế độ CPU "8086 ảo" thay vì phải dừng các ứng dụng chạy nền. Nó còn cung cấp khả năng hỗ trợ giả lập EMS để vượt qua giới hạn truy cập RAM 640 KB. Đây là phiên bản cải tiến hơn của biến thể 80386, quá trình cài đặt biến thể này cũng được xem là tốt hơn Windows/286. Windows/386 được thiết kế để sử dụng cả vùng nhớ thông thường và vùng nhớ mở rộng nhưng bỏ qua bộ nhớ mở rộng.(tr121) Khả năng chuyển đổi vùng nhớ mở rộng thành bộ nhớ mở rộng đã được tích hợp vào Windows/386, tuy nhiên bất kỳ bộ nhớ EMS nào được điều khiển tách biệt sẽ không khả dụng trên Windows/386.(tr329) Để tùy chỉnh Windows/386, người dùng sẽ phải sửa đổi thủ công tập tin CONFIG.SYS.(tr336) Microsoft đã kết thúc hỗ trợ cho Windows 2.1 vào ngày 31 tháng 12 năm 2001.

### Windows 2.11
Windows 2.11 được phát hành vào ngày 13 tháng 3 năm 1989. Là phiên bản kế nhiệm của Windows 2.1, Windows 2.11 cũng được phát hành với hai biến thể Windows/286 và Windows/386, đi kèm một số thay đổi nhỏ về quản lý bộ nhớ và cập nhật các tùy chọn in ấn. Đáng chú ý là Windows 2.11 được bán cho các tổ chức với giá thành thấp hơn.

## Tính năng
Phiên bản Windows này không đi kèm những thay đổi về giao diện người dùng; thay vào đó, Microsoft tập trung vào nhiệm vụ tăng cường hiệu suất và bổ sung các tính năng quản lý bộ nhớ nâng cao. Biến thể Windows/286 giới thiệu khả năng hỗ trợ bo mạch nhớ LIM 4.0 để lưu trữ và hoán chuyển mã thực thi. Cả hai biến thể đều cung cấp hỗ trợ tới nhiều thiết bị hơn, cũng như cải thiện khả năng hỗ trợ các loại máy in. Windows/386 cho phép nhiều cửa sổ có thể sử dụng chung một máy in. Microsoft còn đưa vào Windows chương trình quản lý bộ nhớ đệm ổ đĩa SmartDrive,(tr124) đồng thời thêm nhiều ứng dụng mới cũng được các nhà phát triển bên thứ ba ra mắt cho Windows 2.1 và 2.11.

## Yêu cầu hệ thống
Yêu cầu hệ thống chính thức của Windows 2.1 bao gồm:
|              | Windows/286                                                     | Windows/386(tr124)(tr34)                                        |
| ------------ | --------------------------------------------------------------- | --------------------------------------------------------------- |
| CPU          | Bộ xử lý 80286                                                  | Bộ xử lý 80386                                                  |
| RAM          | 512 KB bộ nhớ                                                   | 1 MB bộ nhớ                                                     |
| Lưu trữ      | 1 ổ đĩa cứng                                                    | 2 MB không gian đĩa cứng                                        |
| Video        | Adapter EGA hoặc VGA                                            | Adapter EGA hoặc VGA                                            |
| Hệ điều hành | MS-DOS 3.0 trở lên                                              | MS-DOS 3.1 trở lên                                              |
| Chuột        | Khuyến khích sử dụng một thiết bị trỏ tương thích với Microsoft | Khuyến khích sử dụng một thiết bị trỏ tương thích với Microsoft |

Bộ cài đặt Windows 2.1 sử dụng các đĩa mềm 5¼ inch 1.2 MB hoặc 3½-inch 720K. Biến thể Windows/386 cũng được bán kèm sách hướng dẫn sử dụng, một tấm thẻ tham khảo thông tin nhanh và một cuốn sách giới thiệu các tính năng của phiên bản 386.

## Đón nhận
Các cải tiến mới trong Windows 2.1 được coi là đã cải thiện môi trường điều hành này. Biến thể Windows/386 có hiệu suất tốt và cho phép các ứng dụng chạy trong cửa sổ toàn màn hình hoặc một phần, tuy nhiên nó cũng hoạt động chậm hơn khi chạy các ứng dụng dựa trên đồ họa. InfoWorld coi Windows/386 là một sản phẩm rất đáng giá. Windows/386 và DESQview 386 được xem là các môi trường 386 phổ biến nhất vào năm 1989, mặc dù DESQview 386 được đánh giá là linh hoạt hơn Windows/386.(tr) So với các hệ thống dựa trên 80386 khác, Windows/386 yêu cầu ít bộ nhớ DOS hơn.(tr33)
Windows/286 được bán với giá 99 USD, trong khi biến thể Windows/386 có giá 195 USD. Đến tháng 1 năm 1990, doanh số của Microsoft Windows đã đạt gần hai triệu bản. Phiên bản kế tiếp là Windows 3.0, được phát hành vào năm 1990, và sau đó là Windows 3.1 vào năm 1992, được coi là phiên bản đầu tiên của Microsoft Windows thể hiện tốt cả trên phương diện đánh giá chuyên môn lẫn thành công thương mại.